# Escut de Santa Margarida i els Monjos
L'escut oficial de Santa Margarida i els Monjos té el següent blasonament:
Escut caironat: de porpra, un drac de sinople lampassat de gules; el peu d'or, 4 pals de gules. Per timbre una corona mural de poble.

## Història
Va ser aprovat el 9 d'abril de 1987 i publicat al DOGC el 20 de maig del mateix any amb el número 841.
El drac és l'atribut de santa Margarida, patrona de la localitat. Els quatre pals de Catalunya recorden la jurisdicció reial sobre el poble, que va pertànyer a la Corona fins al 1381, i des de 1642 fins a l'extinció de les jurisdiccions feudals, al segle xix.